# Roadrunner United
Roadrunner United는 로드러너 레코드 25주년을 기념해 명명된 프로젝트로, 음반 The All-Star Sessions을 발매하였다.